# برت مورای
برت مورای (انگلیسی: Bert Murray؛ زادهٔ ۲۲ سپتامبر ۱۹۴۲) یک بازیکن فوتبال اهل بریتانیا است.
وی سابقه بازی در تیم‌های باشگاه فوتبال چلسی، باشگاه فوتبال بیرمنگام سیتی، باشگاه فوتبال برایتون و هاو آلبیون و باشگاه فوتبال پیتربورو یونایتد را دارد.